# Arno Lippmann
Arno Lippmann (* 25. Juli 1890 in Lippelsdorf; † 29. Mai 1946 im Landsberg am Lech) war als SS-Obersturmführer Lagerführer der KZ-Außenlager Kaufering II und Kaufering VII. Als Kriegsverbrecher wurde Lippmann in den Dachauer Prozessen zum Tode verurteilt und hingerichtet.

## Leben
Lippmann, von Beruf Schuhmachermeister, war von 1912 bis 1919 Soldat. Zum 2. Juli 1925 trat er der NSDAP (Mitgliedsnummer 8.891), 1927 der SS bei (SS-Nummer 439). Lippmann war verheiratet; aus der Ehe gingen drei Kinder hervor.
Nach der Machtergreifung der Nationalsozialisten gehörte Lippmann ab 1935 erstmals zum Personal des KZ Dachau, dann erneut ab Oktober 1942 als Zweiter oder Dritter Schutzhaftlagerführer unter Michael Redwitz. Nach eigenen späteren Angaben war Lippmann beim Vollzug der Prügelstrafe an 15 KZ-Häftlingen im März 1943 anwesend. Die vom Kommandanten Martin Gottfried Weiß angeordnete Bestrafung der Häftlinge wurde von Funktionshäftlingen vollzogen. Ebenso sei er bei der Hinrichtung eines polnischen Häftlings im Januar oder Februar 1943 anwesend gewesen.
Im August 1944 wurde Lippmann in Außenlager des KZ Dachau im KZ-Außenlagerkomplex Kaufering versetzt. In diesem Gebiet entstanden elf Außenlager; die Häftlinge, überwiegend Juden, wurden als Zwangsarbeiter beim Bau eines halbunterirdischen Betonbunkers eingesetzt, in dem Jagdflugzeuge produziert werden sollten. Lippmann war zunächst Lagerführer im KZ-Außenlager Kaufering II – Igling mit durchschnittlich 1200 Häftlingen, ab Januar 1945 im KZ-Außenlager Kaufering VII – Erpfting. In diesem Lager wurden zwischen 1300 und 1500 Häftlinge gefangengehalten; nach Lippmanns eigenen Angaben starben monatlich zwischen 20 und 25 KZ-Häftlinge an Fleckfieber. Die Häftlinge seien mangelhaft ernährt und unzureichend mit Kleidung versorgt gewesen, so Lippmann in einer Aussage nach Kriegsende. Nach Angaben von Häftlingen war Lippmann persönlich an der Misshandlung von Gefangenen beteiligt: Bei einer Selektion von kranken Häftlingen riss er einen Häftling, der sich an seinen Vater klammerte, los und schlug so lange auf den Sohn ein, bis dieser bewusstlos war. Kranke Häftlinge wurden anfänglich zur Vergasung nach Auschwitz transportiert, später wurden zwei der Lager bei Kaufering als „Sterbelager“ benutzt. Bei der Räumung eines Lagers im April 1945 schoss Lippmann in eine Gruppe von Häftlingen, die in einer Abfallgrube nach Essbarem suchten.

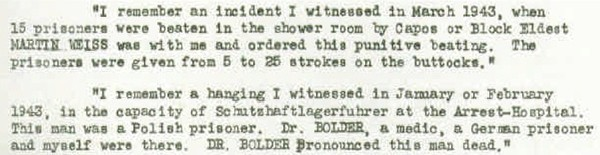
Auszug aus der Aussage Lippmanns vom 4. November 1945 (englische Übersetzung)

Nach Kriegsende war Lippmann ab dem 15. November 1945 zusammen mit weiteren 39 Angehörigen des Lagerpersonals Angeklagter im Dachau-Hauptprozess, der im Rahmen der Dachauer Prozesse stattfand. Die Anklage vor dem amerikanischen Militärgericht lautete auf „Verletzung der Gesetze und Gebräuche des Krieges“, gleichermaßen gegen Zivilpersonen wie gegen Kriegsgefangene. Innerhalb der Anklage spielte der Begriff des „Common Design“, des gemeinsamen Vorhabens eines Verbrechens eine zentrale Rolle: Nicht allein die individuellen Taten des KZ-Personals wurden als verbrecherisch angesehen, sondern das System der Konzentrationslager an sich. Im Zuge der Vorermittlungen hatte es sich als schwierig erwiesen, einzelne Verbrechen den Angeklagten zuzuordnen, da nur einige KZ-Häftlinge überlebt hatten, die infolge ihrer Traumatisierung nur unpräzise Aussagen tätigen konnten oder die Namen der Täter nur teilweise kannten. Lippmanns Verteidiger verwies im Prozess auf das harmlose Aussehen des Angeklagten und brachte Aussagen von Entlastungszeugen bei, denen zufolge Lippmann ruhig, ernst und keineswegs grausam sei.
Lippmann wurde am 13. Dezember 1945 ebenso wie 35 weitere Angeklagte zum Tode verurteilt. Das Gericht sah in seinem Fall das Schlagen von Häftlingen als individuelle Exzesstat als erwiesen an. Das Urteil wurde am 5. April 1946 vom Oberbefehlshaber der amerikanischen Streitkräfte in Europa bestätigt, nach einer entsprechenden Empfehlung durch ein „Review Board“ der Armee. Lippmann wurde am 29. Mai 1946 im Kriegsverbrechergefängnis Landsberg gehängt.